# Kostadinovac (Merošina)
Kostadinovac es un pueblo ubicado en la municipalidad de Merošina, en el distrito de Nišava, Serbia.

## Superficie
Posee una superficie de 3,419 kilómetros cuadrados.

## Demografía
Hasta 2011 la población era de 254 habitantes, con una densidad de población de 74,29 habitantes por kilómetro cuadrado.